# Nima Nabipour
Nima Nabipour (* 5. September 1981 im Iran) ist ein dänischer Schauspieler und Rechtsanwalt.

## Leben
Nima Nabipour lebt seit seinem dritten Lebensjahr in Dänemark, wohin seine Eltern mit ihm aus dem Iran flohen. Er studierte Schauspiel an Det Danske Filmskuespillerakademi in Kopenhagen und Jura an der Universität Kopenhagen.
Sein Filmdebüt gab Nabipour mit dem von Natasha Arthy inszenierten Drama Fightgirl Ayşe. Seitdem spielte er in Fernsehserien wie Anna Pihl – Auf Streife in Kopenhagen, Protectors – Auf Leben und Tod und Die Brücke – Transit in den Tod mit. Er war als Schauspieler für Werbespots tätig und trat als Synchronsprecher auf.
Als Rechtsanwalt ist er insbesondere für Fälle in Dänemark bekannt, die vereinzelt immer wieder mediale Aufmerksamkeit nach sich zogen. Er wurde als Verteidiger im Betrugsverfahren gegen eine Büroangestellte im Sozialamt, Britta Nielsen, ausgewählt.

## Filmografie
- 2007: Fightgirl Ayşe (Fighter)
- 2008: Anna Pihl – Auf Streife in Kopenhagen (Anna Pihl, Fernsehserie, eine Folge)
- 2008: Lille soldat
- 2009: Protectors – Auf Leben und Tod (Livvagterne)
- 2011: Die Brücke – Transit in den Tod (Broen)